# Josef Stöckler

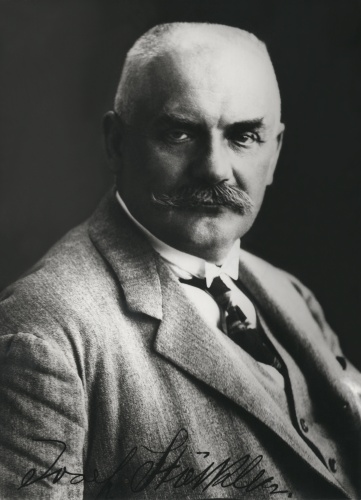
Josef Stöckler

Josef Stöckler (* 8. Juni 1866 in St. Valentin, Niederösterreich; † 9. Dezember 1936 ebenda) war ein österreichischer Politiker (CSP).

## Leben
Josef Stöckler besuchte zunächst die sechsklassige Volksschule in seiner Heimatgemeinde St. Valentin. Bereits im Alter von 16 Jahren musste Stöckler 1882 den Bauernhof seines Vaters übernehmen. 1896 ging die Landwirtschaft auch in seinen Besitz über.
Sein erstes politisches Mandat bekleidete Stöckler ab 1894, als er in den Gemeinderat von St. Valentin gewählt wurde. 1902 zog er als Abgeordneter der CSP in den Niederösterreichischen Landtag ein, dem er bis 1908 angehören sollte. Danach fungierte er von 1908 bis 1918 als Reichsratsabgeordneter (XI. und XII. Legislaturperiode). 1906 wurde Stöckler zum Vizepräsidenten des Landeskulturrates und zum Obmann des Wienerwalder Bauernverbandes gewählt. Ebenfalls im Jahr 1906 war Stöckler einer der Gründungsmitglieder des Niederösterreichischen Bauernbundes, dessen Obmann er bis 1927 war.
Im Oktober 1918 zog Stöckler als Abgeordneter der CSP in die Provisorische Nationalversammlung und später in die Konstituierende Nationalversammlung des Nationalrates ein. Im selben Monat wurde er in der Regierung von Staatskanzler Karl Renner als Staatssekretär für Landwirtschaft vereidigt (siehe Staatsregierung Renner I und Renner II). Zu seinen Aufgaben zählte unter anderem die Restrukturierung der österreichischen Landwirtschaft, die nach dem Wegfall der nunmehrigen ungarischen Anbauflächen brachlag. Am 7. Juli 1920, als die Staatsregierung Renner III zurücktrat, schied Stöckler als Staatssekretär aus.
Nach neun Jahren als Abgeordneter zum Nationalrat (I. und II. Gesetzgebungsperiode) zog Stöckler im Mai 1927 in den Bundesrat ein (III. und IV. Gesetzgebungsperiode). Von Dezember 1930 bis Mai 1931 bekleidete er das Amt des Bundesratspräsidenten. Drei Jahre später, im Mai 1934, legte er sein Bundesratsmandat ruhend.